# Русанов, Александр Андреевич (партийный деятель)
Александр Андреевич Русанов — советский хозяйственный, государственный и политический деятель.

## Биография
Родился в 1933 году. Член КПСС.
В 1964—1966 — секретарь парткома Балашихинского литейно-механического завода.
В 1966—1969 — второй, первый секретарь Балашихинского горкома КПСС.
В 1969—1970 — заведующий промышленно-транспортным отделом Московского обкома КПСС.
В 1970—1974 — заведующий отделом промышленности Московского обкома КПСС.
В 1974—1981 — секретарь Московского обкома КПСС.
В 1981—1984 — заместитель заведующего отделом машиностроения ЦК КПСС.
Депутат Верховного Совета РСФСР 9-го и 10-го созывов. Делегат XXV и XXVI съездов КПСС.
Жил в Москве.

## Награды
- Орден Трудового Красного Знамени (1966, 25.08.1971, 10.03.1981)